# Danh sách ống kính Sony ngàm A
| DT  | "Digital Technology"     | Các ống kính chỉ dành cho máy ảnh với cảm biến APS-C hay Super-35mm. Không sử dụng được trên các máy ảnh full-frame 24x36mm.                                                   |
| G   | "Gold"                   | Dòng ống kính cao cấp của Sony. |
| ZA  | "Zeiss Alpha"            | ZA lenses are designed and manufactured by Sony in Japan, once the designs get approval by Carl Zeiss to meet their quality standards.                                         |
| SSM | "SuperSonic Motor"       | Các ống kính sử dụng motor siêu âm. Có thể sử dụng chế độ lấy nét thủ công khi dùng trên các máy ảnh không hỗ trợ SSM (các máy phim của Minolta được sản xuất trước năm 2000). |
| SAM | "Smooth Autofocus Motor" | Các ống kính sử dụng motor lấy nét trong. Được hỗ trợ bởi các máy ảnh hỗ trợ ống kính SSM.                                                                                     |

| Mã sản phẩm  | Ống kính                                    | ID ống kính | Loại                     | Thời điểm bán ra | Thiết kế                  |
| ------------ | ------------------------------------------- | ----------- | ------------------------ | ---------------- | ------------------------- |
| SAL-16F28    | 16mm f/2.8 Fisheye                          | 25781       | Ống kính tiêu cự cố định | Tháng 10, 2006   | Minolta                   |
| SAL-20F28    | 20mm f/2.8                                  | 25791       | Ống kính tiêu cự cố định | Tháng 10, 2006   | Minolta                   |
| SAL-24F20Z   | Distagon T* 24mm f/2 ZA SSM                 | 60          | Ống kính tiêu cự cố định | Tháng 7, 2010    | Carl Zeiss                |
| SAL-28F28    | 28mm f/2.8                                  | 25571       | Ống kính tiêu cự cố định | Tháng 10, 2006   | Minolta                   |
| SAL-30M28    | DT 30mm f/2.8 Macro SAM                     | 58          | Ống kính tiêu cự cố định | Tháng 3, 2009    | Sony                      |
| SAL-35F14G   | 35mm f/1.4 G                                | 43          | Ống kính tiêu cự cố định | Tháng 10, 2006   | Minolta                   |
| SAL-35F18    | DT 35mm f/1.8 SAM                           | 62          | Ống kính tiêu cự cố định | Tháng 7, 2010    | Sony                      |
| SAL-50F14    | 50mm f/1.4                                  | 44          | Ống kính tiêu cự cố định | Tháng 7, 2006    | Minolta                   |
| SAL-50F14Z   | Planar T* 50mm f/1.4 ZA SSM                 |             | Ống kính tiêu cự cố định | Quý I, 2013      | Carl Zeiss                |
| SAL-50F18    | DT 50mm f/1.8 SAM                           | 57          | Ống kính tiêu cự cố định | Tháng 3, 2009    | Sony                      |
| SAL-50M28    | 50mm f/2.8 Macro                            | 31          | Ống kính tiêu cự cố định | Tháng 7, 2006    | Minolta                   |
| SAL-85F14Z   | Planar T* 85mm f/1.4 ZA                     | 45          | Ống kính tiêu cự cố định | Tháng 10, 2006   | Carl Zeiss                |
| SAL-85F28    | 85mm f/2.8 SAM                              | 61          | Ống kính tiêu cự cố định | Tháng 7, 2010    | Sony                      |
| SAL-100M28   | 100mm f/2.8 Macro                           | 25811       | Ống kính tiêu cự cố định | Tháng 7, 2006    | Minolta                   |
| SAL-135F18Z  | Sonnar T* 135mm f/1.8 ZA                    | 47          | Ống kính tiêu cự cố định | Tháng 10, 2006   | Carl Zeiss                |
| SAL-135F28   | 135mm f/2.8 [T4.5] Smooth Trans Focus (STF) | 20          | Ống kính tiêu cự cố định | Tháng 10, 2006   | Minolta                   |
| SAL-300F28G  | 300mm f/2.8 G SSM                           | 32          | Ống kính tiêu cự cố định | Tháng 9, 2006    | Minolta                   |
| SAL-300F28G2 | 300mm f/2.8 G SSM II                        |             | Ống kính tiêu cự cố định | Tháng 10, 2012   | cải tiến thiết kế Minolta |
| SAL-500F40G  | 500mm f/4 G SSM                             | 64          | Ống kính tiêu cự cố định | Tháng 4, 2012    | Sony                      |
| SAL-500F80   | 500mm f/8 Reflex                            | 25721       | Ống kính tiêu cự cố định | Tháng 10, 2006   | Minolta                   |
| SAL-1118     | DT 11-18mm f/4.5-5.6                        | 41          | Ống kính zoom            | Tháng 8, 2006    | Tamron/Minolta            |
| SAL-1635Z    | Vario-Sonnar T* 16-35mm f/2.8 ZA SSM        | 54          | Ống kính zoom            | Tháng 2, 2009    | Carl Zeiss                |
| SAL-1650     | DT 16-50mm f/2.8 SSM                        | 63          | Ống kính zoom            | Tháng 10, 2011   | Sony                      |
| SAL-1680Z    | Vario-Sonnar T* DT 16-80mm f/3.5-4.5 ZA     | 46          | Ống kính zoom            | Tháng 4, 2007    | Carl Zeiss                |
| SAL-16105    | DT 16-105mm f/3.5-5.6                       | 51          | Ống kính zoom            |                  | Sony                      |
| SAL-1855     | DT 18-55mm f/3.5-5.6 SAM                    | 55          | Ống kính zoom            | Tháng 3, 2009    | Sony                      |
| SAL-1870     | DT 18-70mm f/3.5-5.6                        | 40          | Ống kính zoom            | Tháng 7, 2006    | Konica Minolta            |
| SAL-18135    | DT 18-135mm f/3.5-5.6 SAM                   |             | Ống kính zoom            | Chưa bán ra      | Sony                      |
| SAL-18200    | DT 18-200mm f/3.5-6.3                       | 42          | Ống kính zoom            | Tháng 7, 2006    | Tamron/Minolta            |
| SAL-18250    | DT 18-250mm f/3.5-6.3                       | 50          | Ống kính zoom            |                  | Tamron                    |
| SAL-2470Z    | Vario-Sonnar T* 24-70mm f/2.8 ZA SSM        | 48          | Ống kính zoom            | Tháng 2, 2008    | Carl Zeiss                |
| SAL-24105    | 24-105mm f/3.5-4.5                          | 24          | Ống kính zoom            | Tháng 11, 2006   | Minolta                   |
| SAL-2875     | 28-75mm f/2.8 SAM                           | 59          | Ống kính zoom            | Tháng 9, 2009    | Tamron                    |
| SAL-55200    | DT 55-200mm f/4-5.6                         | 49          | Ống kính zoom            |                  | Tamron                    |
| SAL-55200-2  | DT 55-200mm f/4-5.6 SAM                     | 56          | Ống kính zoom            | Tháng 3, 2009    | Tamron/ Sony              |
| SAL-55300    | DT 55-300mm f/4.5-5.6 SAM                   |             | Ống kính zoom            | Tháng 9, 2012    |                           |
| SAL-70200G   | 70-200mm f/2.8 G SSM                        | 33          | Ống kính zoom            | Tháng 8, 2006    | Minolta                   |
| SAL-70300G   | 70-300mm f/4.5-5.6 G SSM                    | 52          | Ống kính zoom            | Tháng 4, 2008    | Sony                      |
| SAL-70400G   | 70-400mm f/4-5.6 G SSM                      | 53          | Ống kính zoom            | Tháng 2, 2009    | Sony                      |
| SAL-75300    | 75-300mm f/4.5-5.6                          | 29          | Ống kính zoom            | Tháng 7, 2006    | Minolta                   |
| SAL-14TC     | 1.4× Tele Ống kính chuyển đổi               |             | Ống kính chuyển đổi      | Tháng 9, 2006    | Minolta                   |
| SAL-20TC     | 2.0× Tele Ống kính chuyển đổi               |             | Ống kính chuyển đổi      | Tháng 9, 2006    | Minolta                   |